# WOO WEEKEND
「WOO WEEKEND」（ウー・ウィークエンド）は、BoAの31枚目のシングル。CD＋DVD、CDの2形態で発売。
2010年7月21日にavex traxから発売された。

## 概要
前作「まもりたい　〜White Wishes〜」から約9ヶ月ぶりのシングル。
表題曲は、ディズニー・オン・アイス日本公演25周年のアニバーサリーソング。
「NO DANCE, NO LIFE」は本作のみの収録となる。

## 収録曲

### CD
1. WOO WEEKEND
(作詞：Yoko Hiji / 作曲：Daiki / 編曲：Ryuichiro Yamaki)
  - ディズニー・オン・アイス日本公演25周年アニバーサリーソング
2. NO DANCE, NO LIFE
(作詞：H.U.B. / 作曲・編曲：USK TRAK)
3. WOO WEEKEND (INST)
4. NO DANCE, NO LIFE (INST)

### DVD
1. WOO WEEKEND (music video)
2. WOO WEEKEND (Making) ＊初回盤のみ